# 東与賀町

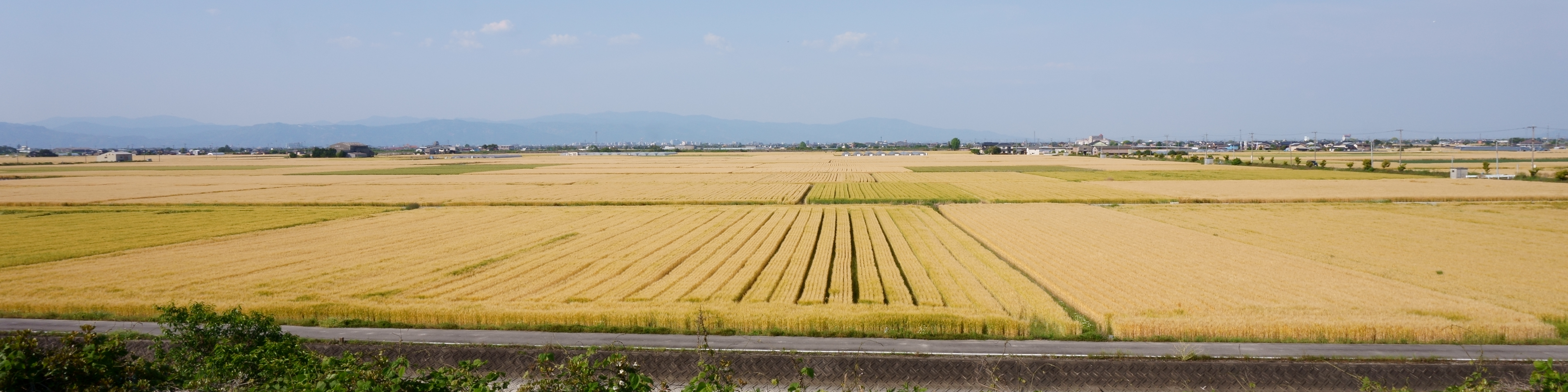
大授搦干拓地の裏作麦畑

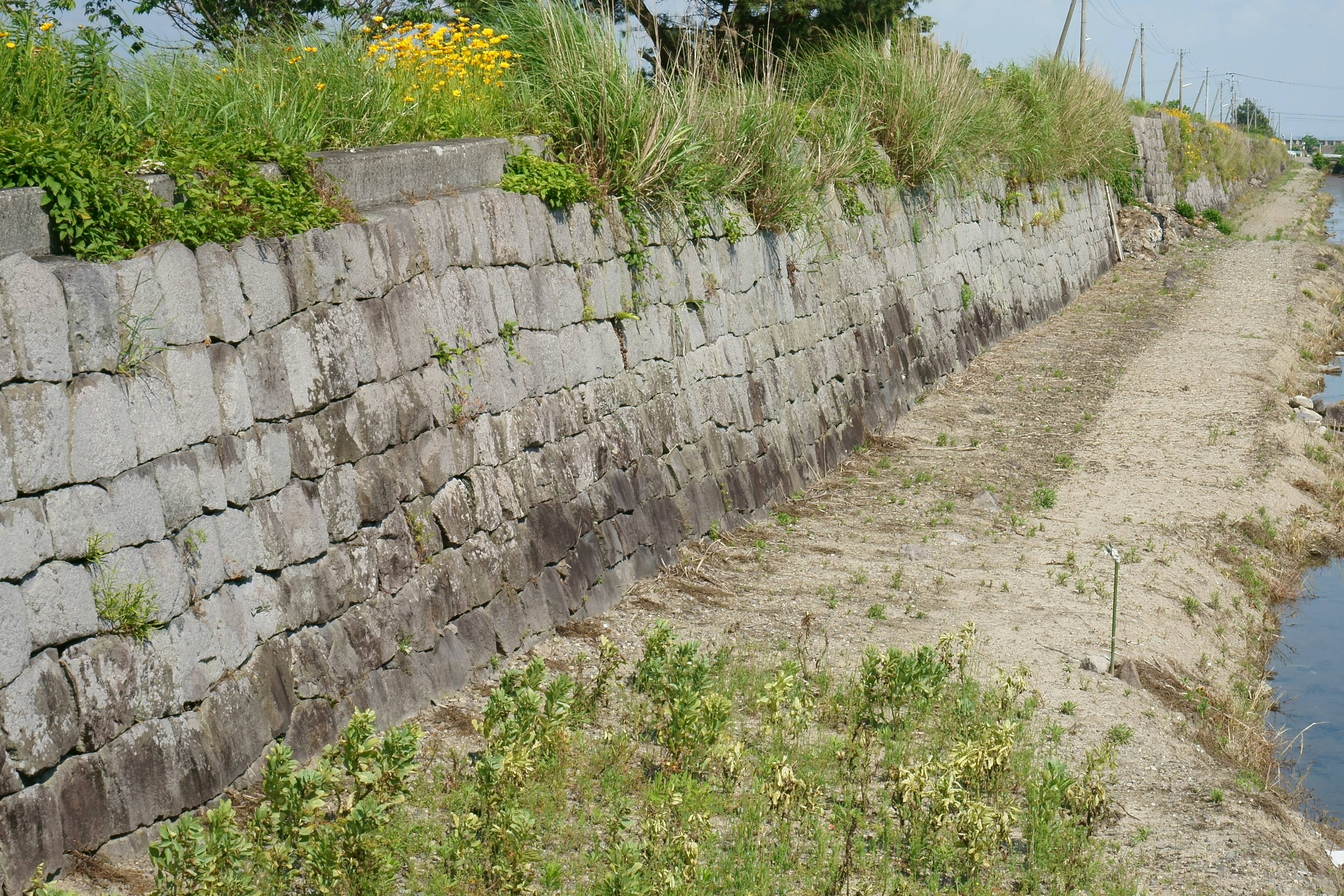
授産社搦の石積み干拓堤防跡

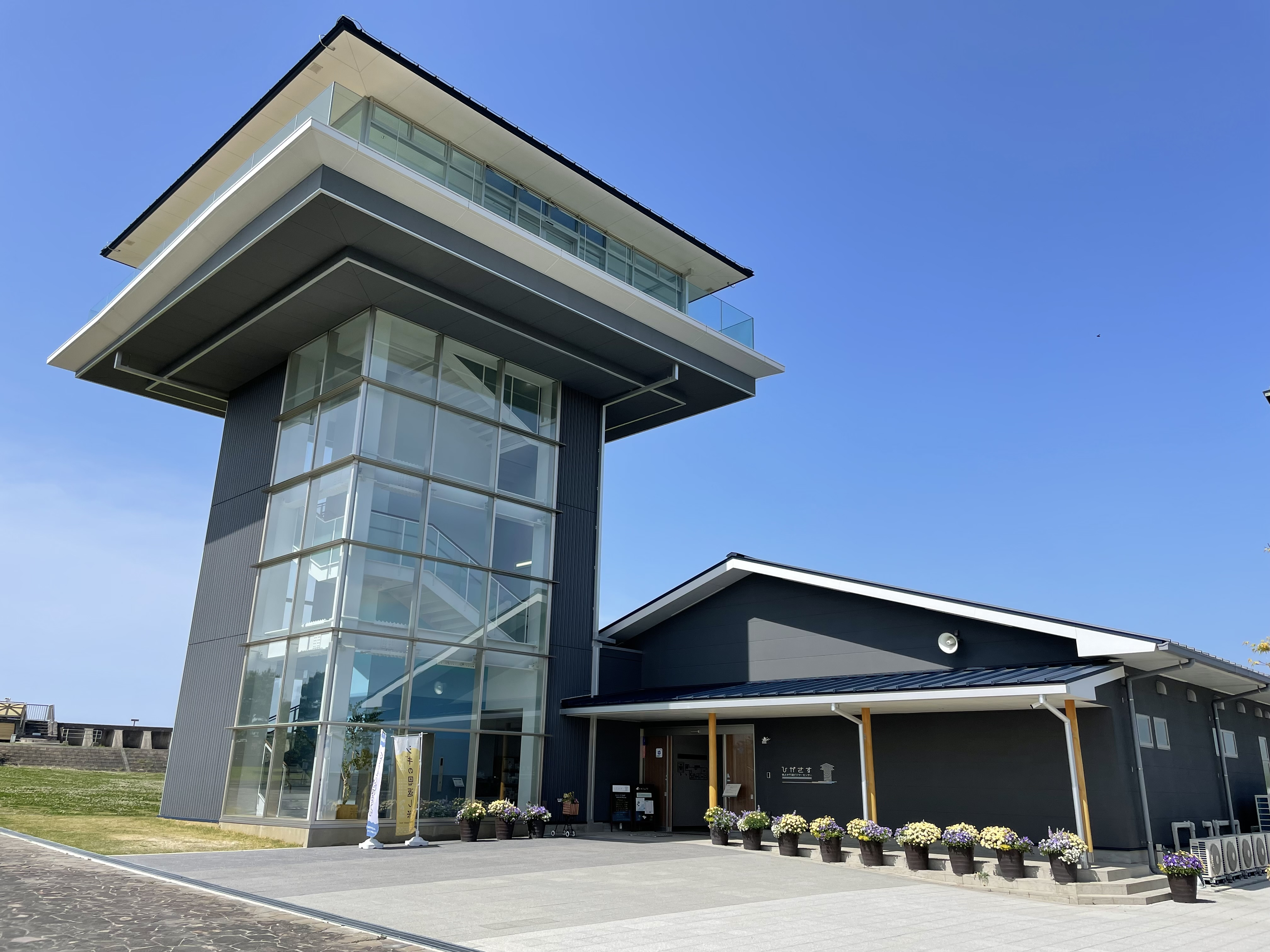
東よか干潟ビジターセンター・ひがさす

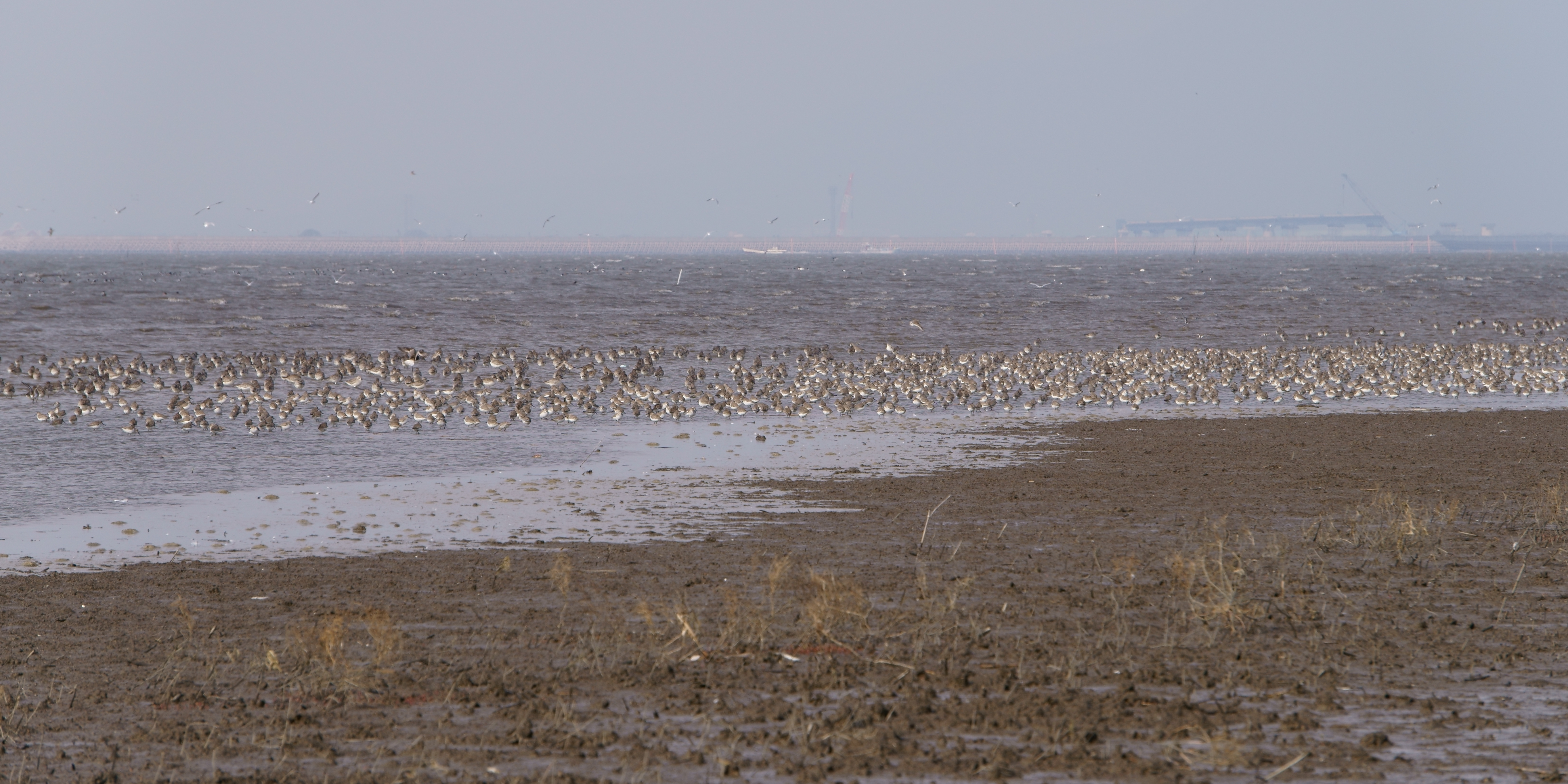
冬の東よか干潟のハマシギの大群

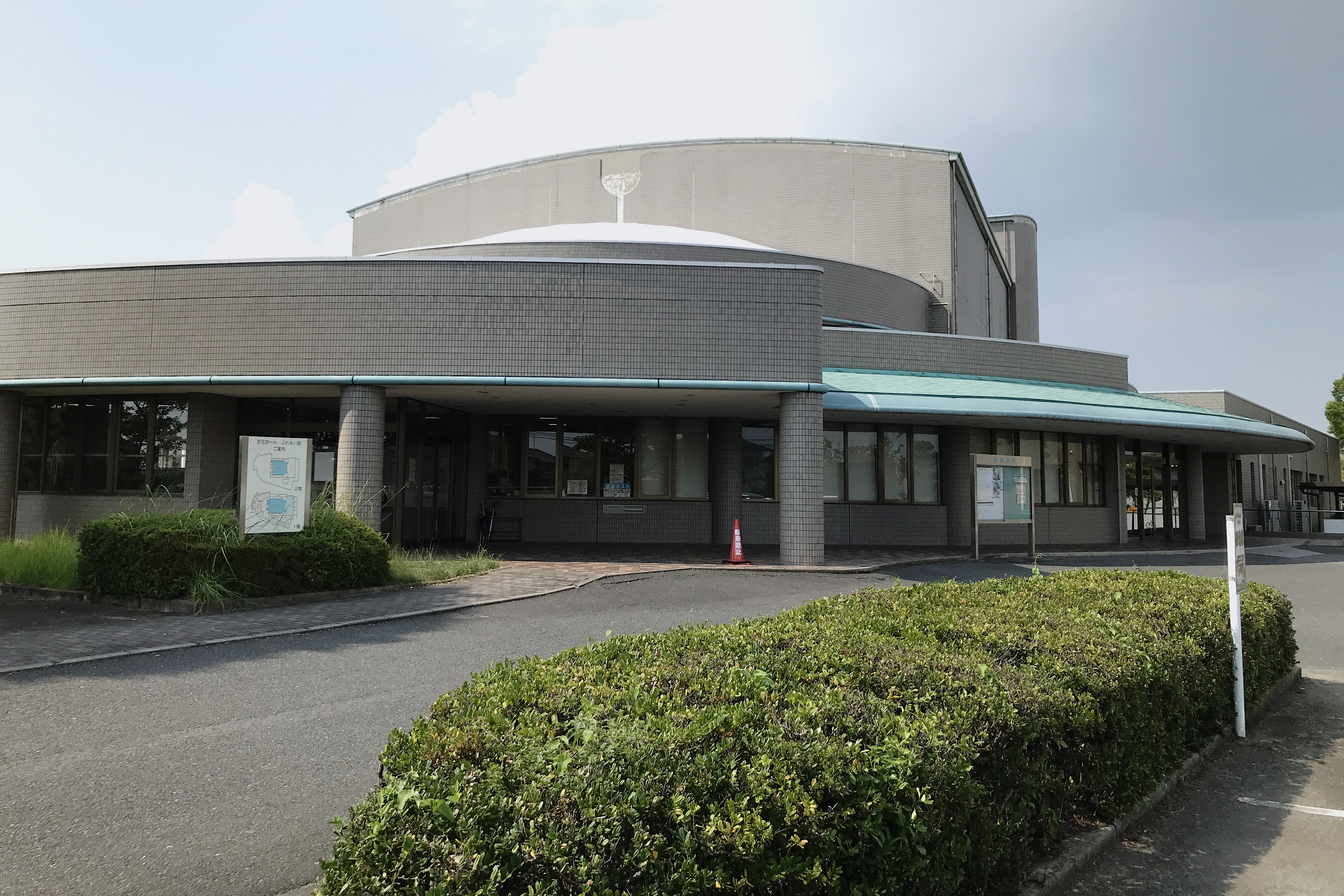
東与賀文化ホール

東与賀町（ひがしよかちょう）は、かつて佐賀県の南部にあった町で、佐賀郡に属していた。2007年（平成19年）10月1日付で佐賀市に編入され、「佐賀市東与賀町」となった。

## 地理
佐賀市の南隣に位置しており、南側は有明海に面する。町域の大半が江戸時代から第二次世界大戦後まで続けられた干拓によって造成された土地で、最高点でも海抜2.8mしかない低平地であり、起伏がほとんどない地形である。人家は町の北部に多い。
- 河川: 八田江

### 隣接していた市町村
- 佐賀市
- 佐賀郡川副町

## 歴史

### 行政区画の変遷
- 1889年（明治22年）4月1日 - 町村制施行に伴い、下古賀村・飯盛村・田中村が合併し、東与賀村（東與賀村）が成立[1]。
- 1966年（昭和41年）10月1日 - 町制施行し、東与賀町となる[2]。
- 2007年（平成19年）10月1日 - 久保田町・川副町とともに佐賀市に編入。

| 1868年(明治初年)時点 | 1868年(明治初年)時点 | 1889年 - | 1889年 - | 1889年 -   | 1966年 - | 1966年 - | 1966年 - | 2005年 - | 2005年 -           |
| 佐賀郡               | 飯盛村               | 佐賀郡   | 東与賀村 | 大字飯盛   | 佐賀郡   | 東与賀町 | 同左     | 佐賀市   | 東与賀町大字飯盛   |
| 佐賀郡               | 下古賀村             | 佐賀郡   | 東与賀村 | 大字下古賀 | 佐賀郡   | 東与賀町 | 同左     | 佐賀市   | 東与賀町大字下古賀 |
| 佐賀郡               | 田中村               | 佐賀郡   | 東与賀村 | 大字田中   | 佐賀郡   | 東与賀町 | 同左     | 佐賀市   | 東与賀町大字田中   |

## 産業
干拓農地における米やいちごの生産を中心とした農業が主産業。
また有明海に面していることから海苔養殖が有名である

## 地域

### 教育

#### 小・中学校
- 東与賀町立東与賀中学校（→佐賀市立東与賀中学校）
- 東与賀町立東与賀小学校（→佐賀市立東与賀小学校）

## 交通

### 空港
最寄り空港は佐賀空港。

### 鉄道
町内を鉄道路線は通っていない。最寄り鉄道駅はJR九州長崎本線佐賀駅。

### バス
- 佐賀市交通局（佐賀市営バス）
  - 佐賀駅バスセンター（佐賀市中心部） - 東与賀町

### 道路

#### 国道
- 国道444号

#### 県道
- 主要地方道
  - 佐賀県道49号佐賀空港線
- 一般県道
  - 佐賀県道260号東与賀佐賀線
  - 佐賀県道313号飯盛戸ヶ里港線

## 名所・旧跡・観光スポット・祭事・催事
- 干潟よか公園 - 東与賀海岸に隣接。遊具、水遊び場、草スキー場、農具などを展示する復元古民家などがある。
- シチメンソウ群生地 - 公園南隣、東与賀海岸の堤防外側。国内最大の群生地で、11月頃に紅く色づく。
- シチメンソウまつり - シチメンソウ紅葉シーズンの11月頃行われる。
- 行幸記念碑（昭和天皇最後の行幸地） - 公園南隣、東与賀海岸の堤防に所在。また、近くには昭和天皇と明仁天皇がこの地の情景を詠み表した短歌を記した御製碑（歌碑）が所在。
- 干潟ギャラリー
- 東よか干潟 - 公園南隣、東与賀海岸。2015年にラムサール条約に登録された水鳥の飛来地。
- 松土居公園 - 飯盛字大野。保全再生された「松土居」（江戸時代の干拓地を囲む海岸堤防で、松が植えられた）の一角にある公園。
- 東与賀銭太鼓 - 明治後期、島根県の出雲地方から今町地区や船津地区に伝わったとされる民俗芸能。戦後衰退したが、1991年（平成3年）に発足した「東与賀銭太鼓を育てる会」が伝承を続け、町内外の行事で披露されている。佐賀市の重要無形民俗文化財に指定[4]。
- 大搦堤防・授産社搦堤防（おおがらみ・じゅさんしゃからみていぼう） - 明治前期から中期に建設された石積みの干拓堤防。後に外側が干拓され、現在は二線堤[注 1]や盛土道路となった。当時の歴史・技術を物語る景観がよく保存されていることから2003年に土木学会選奨土木遺産に選定、また2009年に「佐賀市景観賞」を受賞[5][6][7]

## 東与賀町出身・在住の有名人

### 東与賀町出身
- 小川浩一（プロ野球選手）
- 松尾浩則（農林水産官僚）[8]
- 三浦虎次郎 - 軍歌『勇敢なる水兵』のモデル

### 東与賀町在住
- 島田洋七（漫才師、漫才コンビB&Bのひとり・広島市東区出身）